# Escarabajo (ciclismo)
Escarabajo es el apodo con que se conoce a los ciclistas colombianos. Surgió en 1952, con la popularización del ciclismo en Colombia y la creación de la Vuelta Colombia, popularizándose en Europa en la década de 1980 debido a la explosión de los ciclistas colombianos en el concierto internacional. El apodo se refiere a las dotes de escaladores de los ciclistas colombianos, pues el escarabajo posee grandes habilidades para trepar paredes o desplazarse hacia arriba gracias a los pelitos adherentes que tienen sus patas.

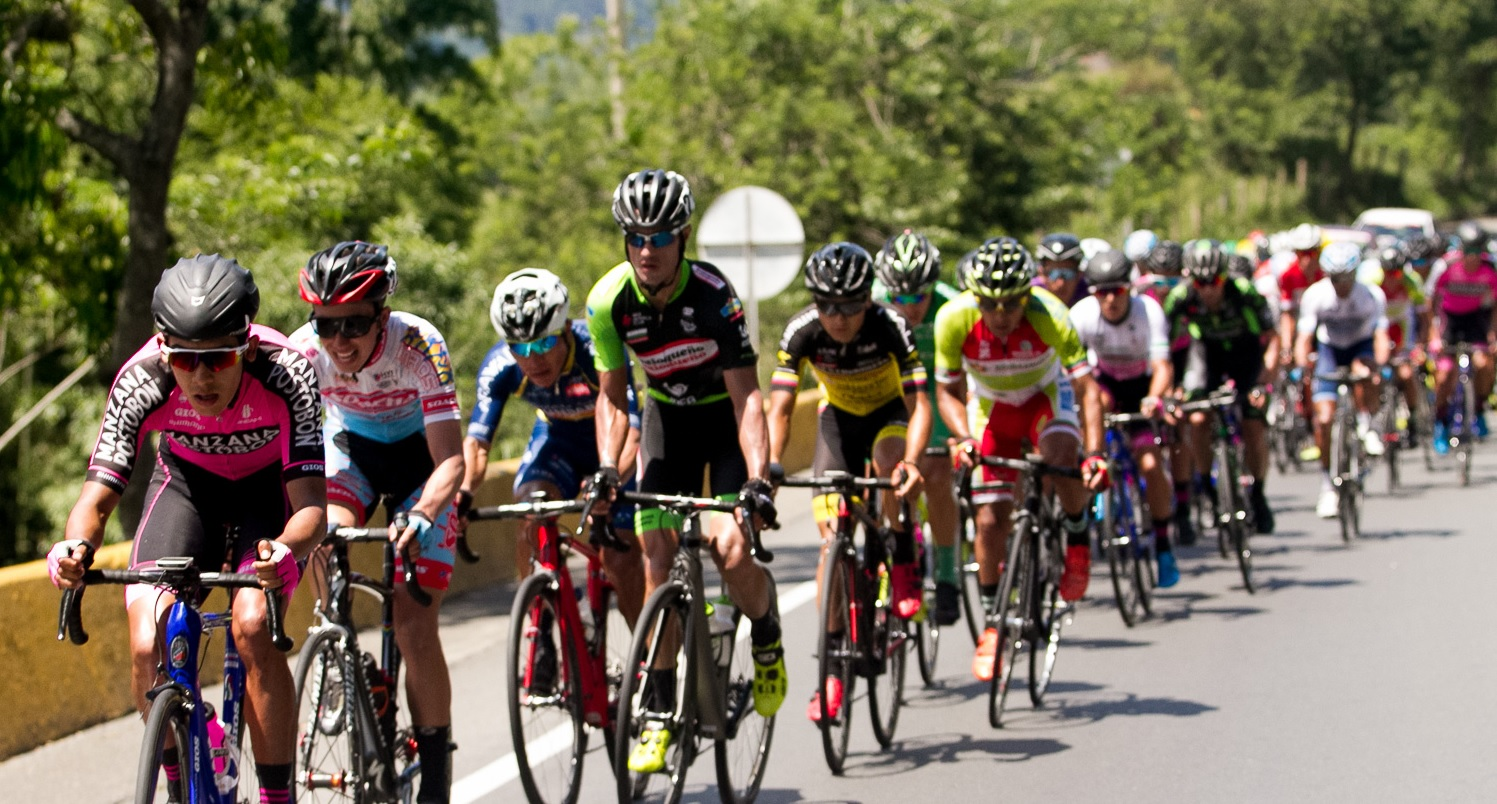
Etapa de la vuelta a Colombia 2018.

Tradicionalmente, los ciclistas colombianos son escaladores muy calificados en etapas de montaña, sin embargo en otro tipo de terrenos, principalmente en las carreras llanas, no destacaban mucho debido a su físico. A partir de la década de 2000, el ciclismo colombiano ha sufrido una evolución, llegando a destacar en otras facetas. Santiago Botero se proclamó campeón del mundo de contrarreloj y Fernando Gaviria está considerado uno de los mejores sprinters del mundo.
Los ciclistas más destacados de la generación de escarabajos de los años 1980 fueron Luis Herrera, ganador de la Vuelta a España 1987, y Fabio Parra, primer colombiano en lograr pódium en el Tour de Francia. En la década de 2010 se destacaron Nairo Quintana, Rigoberto Urán y Egan Bernal. Nairo Quintana logró el segundo lugar en la clasificación general y el primer puesto en la clasificación de montaña en el Tour de Francia 2013. En el Tour de Francia 2015 volvió a ocupar el segundo lugar en la clasificación general y el primer lugar entre los jóvenes. El 1 de junio de 2014 Quintana se coronó campeón del Giro de Italia, siendo escoltado en el segundo lugar por el también colombiano Rigoberto Urán. El también colombiano Julián Arredondo se coronó rey de la montaña de dicha edición. 
El máximo logro en la historia del ciclismo colombiano se alcanzó el 28 de julio de 2019, cuando Egan Bernal se coronó campeón del Tour de Francia y se convirtió en el primer ciclista latinoamericano en ganar el Tour. Además de lograr el título en la clasificación general, logró el título clasificación de los jóvenes, es el tercer ganador más joven en la historia del Tour de Francia, y el más joven en los últimos 110 años. 
Otros pedalistas de la nueva generación del ciclismo colombiano son Esteban Chaves (primer y único ciclista colombiano que ha ganado un monumento, el Giro de Lombardía 2016) Sergio Luis Henao, Miguel Ángel López, Jarlinson Pantano, Winner Anacona, Darwin Atapuma, Carlos Betancur, Dayer Quintana, Sebastián Henao, Rodolfo Torres, Fabio Duarte, Janier Acevedo, Jhonatan Restrepo, Edwin Ávila y Rodrigo Contreras, entre otros. 